# 张化本
张化本（1949年—），汉族，中华人民共和国政治人物、第十一届全国政协委员。
加入九三学社，担任九三学社中央常委、参政议政部部长。2008年，当选第十一届全国政协委员，代表九三学社，分入第十二组。并担任提案委员会专委。